# Songun

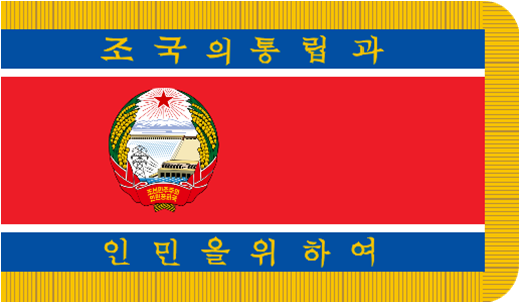
Bandera de l'Exèrcit Popular de Corea.

El Songun (en coreà: 선군정치 McCune-Reischauer) és la idea de prioritzar els afers militars com la defensa del país i de la revolució. És una idea original coreana creada pel president Kim Il sung durant l'Ocupació japonesa de Corea en la dècada de 1920. En concret l'any 1926 es recollia en el programa de la unió per derrotar a l'imperialisme la idea de derrotar amb armes a l'imperialisme japonès, aconseguir la independència nacional i construir el socialisme a Corea. A Corea es festeja el "Dia del Songun" el dia 28 d'agost.

## Orígens
És una idea que té les seves arrels en el Juche, per defensar i realitzar la independència de les masses populars, del país i la nació coreana. Va néixer de la necessitat d'alliberar Corea de l'ocupació japonesa, en presentar-se la línia de la lluita armada antijaponesa basada en els principis del Songun en la conferència de quadres dirigents de la Unió de la Joventut Comunista i la Unió de la Joventut Antiimperialista, celebrada en Kalun, Xina el 30 de juny de 1930, que va ser quan es va materialitzar totalment.

## Desenvolupament
Es denomina per la 'ideologia del fusell' la qual es basa queː "La revolució inicia, avança i es culmina en virtut de les forces armades", això és que la independència del país es garanteix mitjançant l'enfortiment de l'Exèrcit Popular.
El dirigent Kim Jong Il en la dècada de 1960 va començar a aprofundir en aquesta idea durant una visita a una base d'artilleria pesada. Usant les directrius del Songun, va prestar l'atenció primordial a l'enfortiment de l'Exèrcit Popular, dirigint personalment operacions militars en diverses ocasions com els incidents del vaixell Pueblo de gener de 1968 i l'avió “EC-121” d'abril de 1969.
Durant el seu lideratge es va aprofundir en tant el quant l'exèrcit és el garant de la independència nacional, sent els propis ciutadans coreans participis d'això. Aquesta política va arribar a la seva culmen a mitjan dècada de 1990, estant encara recent la caiguda de la URSS i enfront de la possibilitat d'un atac nord-americà.

### Principis
El principi del Songun és que l'exèrcit implica el partit (Partit del Treball de Corea), estat i poble. Això significa que l'exèrcit és decisiu en una confrontació i en l'autodefensa. Sent important el seu enfortiment.
L'exèrcit pot ser el gruix de la revolució. Això significa que l'exèrcit, en terme de disciplina és vèrtebra de la societat.
Segons fonts, a part d'això, l'exèrcit ha de tenir, inevitablement un caràcter antiimperialista. Un soldat té els mateixos drets que qualsevol company d'escalafó superior, això vol dir que, les relacions entre els oficials i els soldats no són com les existents entre els ordinadors i els obedients sinó les relacions entre els companys d'armes revolucionaris.
Segons la idea del Songun, l'esperit revolucionari dels militars és la màxima manifestació de la consciència de la classe obrera i el seu esperit revolucionari, i la poderosa arma ideo-espiritual i la principal força motriu que impulsen la revolució i l'edificació. Així és la seva posició i paper en el desenvolupament de l'època i la revolució.
D'altra banda està el que es denomina subjecte de la revolució, que són les masses populars organitzades militar, educativa i ideològicament.

### Relació amb altres ideologies
La idea del Songun està estretament relacionada amb la idea Juche, sent complementàries. La primera és el complement d'autodefensa, mentre que la segona està més referida a la construcció del socialisme i a la filosofia coreana del socialisme.
Cal recordar que la Guerra de Corea, segueix fins al dia d'avui, atès que l'enfrontament armat va acabar amb l'Acord d'Armistici de Corea. D'aquí el caràcter antiimperialista, centrat contra els Estats Units.
Podria estar també relacionada llunyanament amb el pacifisme, mitjançant la locució llatina Si vis pacem, para bellum (Si vols pau, prepara la guerra).